# Совхозный (Белгородская область)
Совхозный — поселок Грайворонского района Белгородской области. Входит в состав Горьковского сельского поселения.

## История
В 1968 г. указом президиума ВС РСФСР поселок Октябрьского отделения совхоза «Большевик» наименован в Совхозный.

## Население
| 2002 | 2010 |
| ---- | ---- |
| 92   | ↘90  |